# Robert Reinick

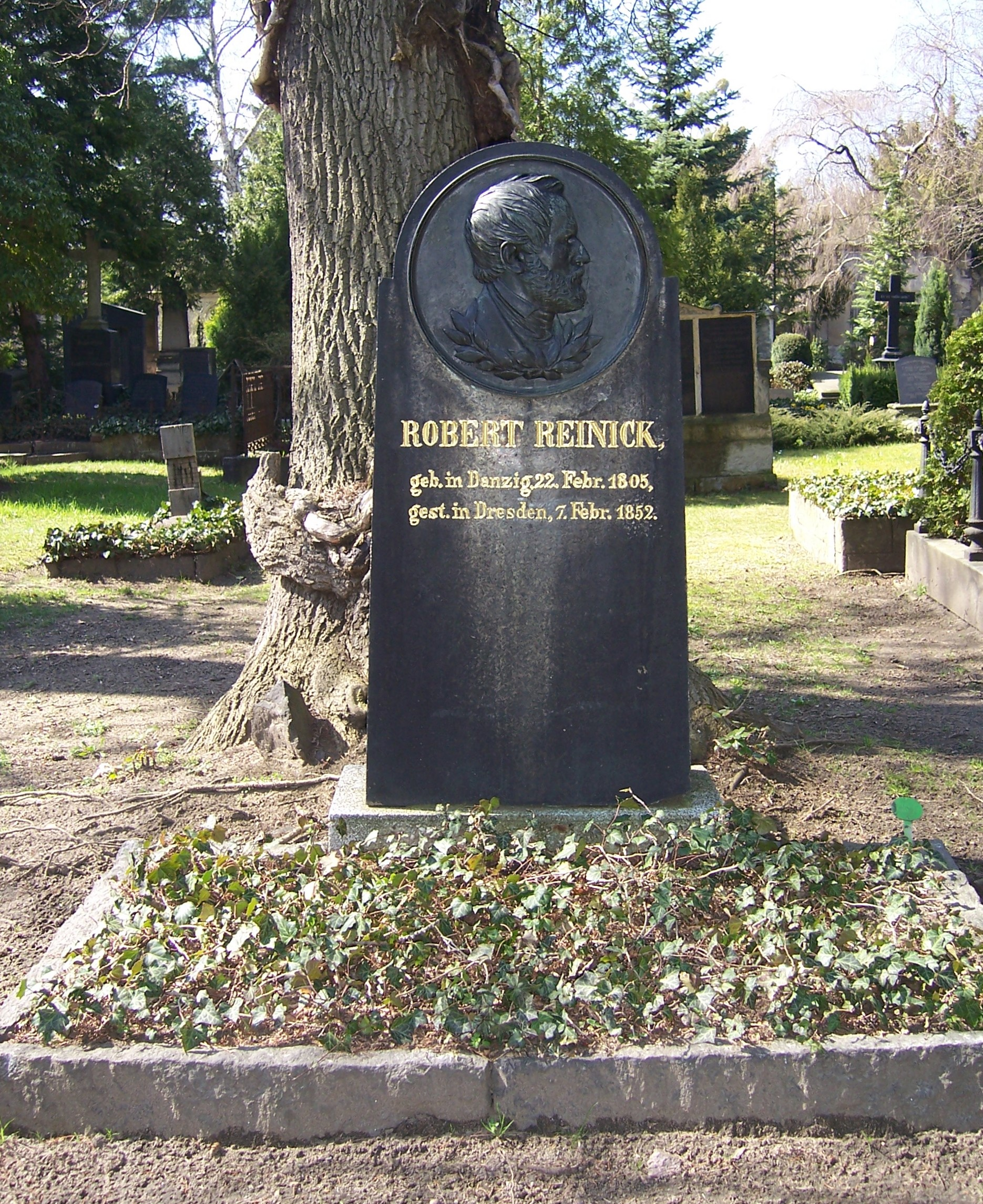
Sírja Drezdában

Robert Reinick (Danzig, 1805. február 22. – Drezda, 1852. február 7.) német festő és költő.

## Élete
A Berlini Művészeti Akadémián Carl Joseph Begas tanítványa volt, majd Düsseldorfba ment és több festővel művészi utazást tett Itáliába, ahol három évig időzött. 1844-től Drezdában telepedett le. Egyes műveiben mint festő és költő működik egyszerre, úgy mint Drei Umrisse nach Holzschitten von Dürer, mit erläuterdem Text und Gesängen (Berlin, 1830). Később Kuglerrel együtt adta ki Liederbuch für deutsche Künstlert (uo. 1833, fametszetekkel Gubitztól). Egy másik munkája: Lieder eines Malers mit Randzeichnungen seiner Freunde (Düsseldorf, 1838) 31 eredeti metszetet tartalmaz Reinicktől és 30-at más düsseldorfi művészektől. Ludwig Richterrel adta ki Hebel, Allemanische Gedichte (6. kiad. Lipcse, 1876) című művét, melyet ő felnémet nyelvre fordított; Rethel Haláltánchoz ő írta a verseket. Dalai: Lieder (Berlin, 1844, kiad. 1873, életleírással Bertold Anerbachtól) a költő kedélyét friss és benső természetképekben tükrözik vissza. Ifjúsági írásai: A-B-C-Buch für kleine und grosse Kinder (Lipcse, 1845. 4. kiad. 1876, képekkel); Märchen-, Lieder- und Geschichtenbuch. Gesammelte Dichtung Reinicks für die Jugend (10. kiad. Bielefeld, 1892); Deutscher Jugendkalender (Lipcse, 1849-52); Die Wurzelprincessin (uo. 1848) és Lieder und Fabeln für die Jugend (2. kiad. uo. 1849).

## Magyarul
- Mesék. Kétnyelvű kiadvány; ford. Nyiri Péter; Eötvös, Bp., 2007